# Anika Smit
Anika Smit (26 maggio 1986) è un'ex altista sudafricana.

## Biografia
Smit debutta sui circuiti internazionali nel 2003 partecipando ai Mondiali allievi in Canada e vincendo nello stesso anno ai Giochi panafricani in Nigeria una medaglia di bronzo. Nel 2006, dopo aver vinto l'oro in Tunisia ai Campionati africani juniores, Smit ha vinto una medaglia d'oro ai Giochi del Commonwealth in Australia. Seguono i successi in ambito continentali, tra cui emerge il gradino più alto del podio tutto sudafricano conquistato ai Campionati africani 2008 in Etiopia.

## Palmarès
| Anno | Manifestazione          | Sede        | Evento        | Risultato | Prestazione | Note |
| ---- | ----------------------- | ----------- | ------------- | --------- | ----------- | ---- |
| 2003 | Mondiali U18            | Sherbrooke  | Salto in alto | 5ª        | 1,78 m      |      |
| 2003 | Giochi panafricani      | Abuja       | Salto in alto | Bronzo    | 1,80 m      |      |
| 2003 | Giochi afro-asiatici    | Hyderabad   | Salto in alto | 5ª        | 1,70 m      |      |
| 2004 | Mondiali U20            | Grosseto    | Salto in alto | 10ª       | 1,80 m      |      |
| 2005 | Campionati africani U20 | Radès       | Salto in alto | Oro       | 1,89 m      |      |
| 2006 | Giochi del Commonwealth | Melbourne   | Salto in alto | Oro       | 1,91 m      |      |
| 2006 | Campionati africani     | Bambous     | Salto in alto | nm        | nm          |      |
| 2007 | Giochi panafricani      | Algeri      | Salto in alto | Argento   | 1,89 m      |      |
| 2008 | Campionati africani     | Addis Abeba | Salto in alto | Oro       | 1,88 m      |      |
| 2011 | Giochi panafricani      | Maputo      | Salto in alto | 4ª        | 1,75 m      |      |
| 2012 | Campionati africani     | Porto-Novo  | Salto in alto | Argento   | 1,80 m      |      |